# جيمس غامبل روجرز الثاني
جيمس غامبل روجرز الثاني (بالإنجليزية: James Gamble Rogers II)‏ هو مهندس معماري أمريكي، ولد في 24 يناير 1901، وتوفي في 30 أكتوبر 1990 بسبب مرض.